# Neoechinorhynchus distractus
Neoechinorhynchus distractus är en hakmaskart som beskrevs av Van Cleave 1949. Neoechinorhynchus distractus ingår i släktet Neoechinorhynchus och familjen Neoechinorhynchidae. Inga underarter finns listade i Catalogue of Life.